# 隱紋荷馬條鰍
隱紋荷馬條鰍（學名：Homatula cryptoclathrata）為輻鰭魚綱鯉形目條鰍科荷馬條鰍屬的其中一種，分布於亞洲中國雲南省薩爾溫江上游流域，體長可達13.8公分，棲息在河川底層水域，生活習性不明。

## 扩展阅读
維基物種上的相關：隱紋荷馬條鰍